# Wilgenwespvlinder
De wilgenwespvlinder (Synanthedon formicaeformis) is een vlinder uit de familie sesiidae, de wespvlinders. 

## Beschrijving
De voorvleugellengte bedraagt tussen de 12 en 14 millimeter. De voorvleugel heeft rode vleugelpunten en over het abdomen loopt een rode band. Is soms moeilijk te onderscheiden van de appelglasvlinder en de berkenglasvlinder.

## Levenscyclus
De wilgenwespvlinder gebruikt wilg als waardplant. De rups is te vinden van augustus tot mei en overwintert halfvolgroeid. De vliegtijd is van halverwege mei tot in augustus

## Voorkomen
De wilgenwespvlinder komt voor van geheel Europa tot Siberië. In Nederland en in België is het een algemene soort. 